# Orituco gracilipalpi
Orituco gracilipalpi is een hooiwagen uit de familie Zalmoxioidae.